# Блинов, Никита Павлович

Мемориальная доска в Каменске-Шахтинском

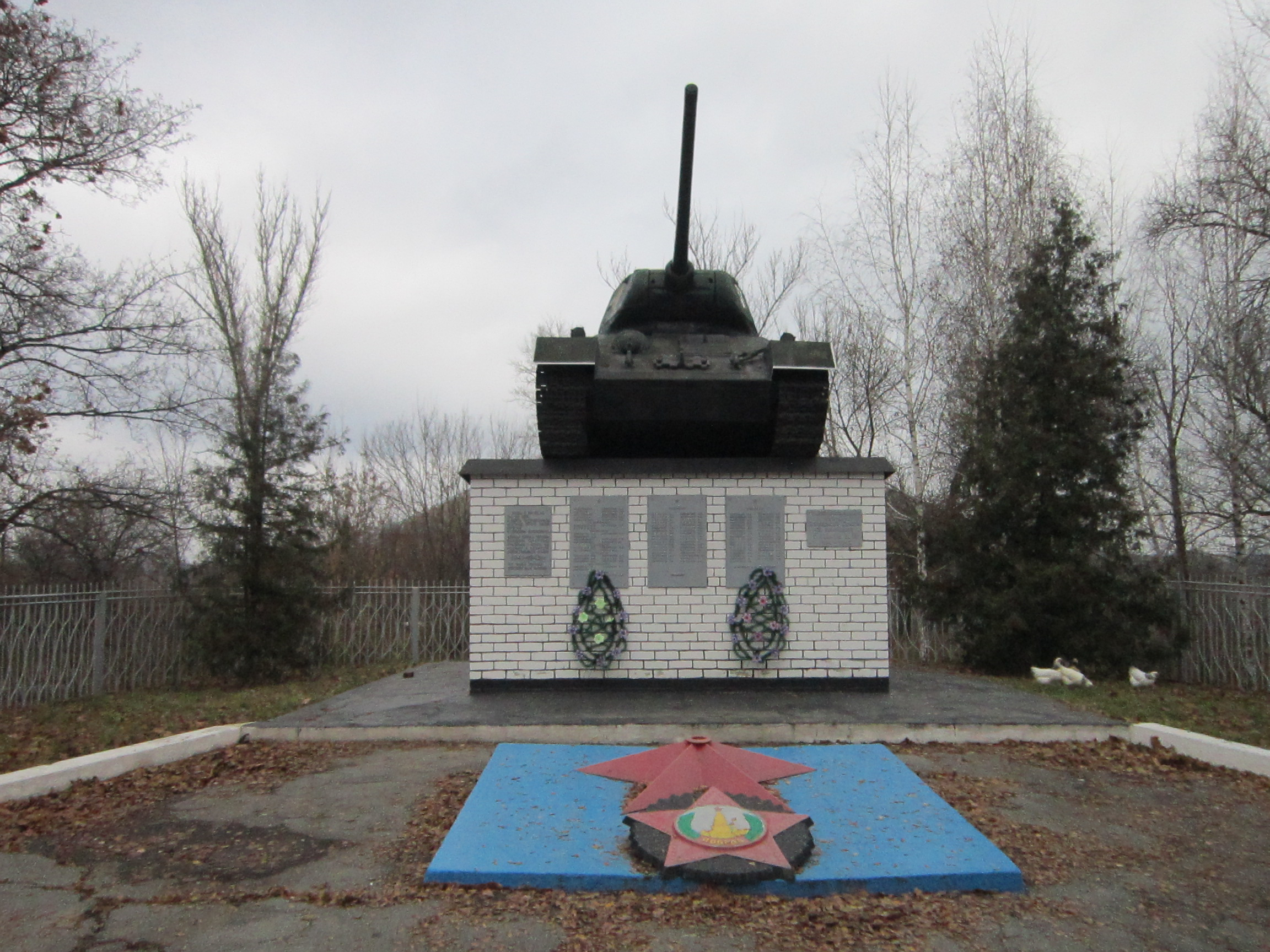
Братская могила советских воинов, Белый Колодезь, ул. Героев Украины (Ленина), где захоронен Н. П. Блинов

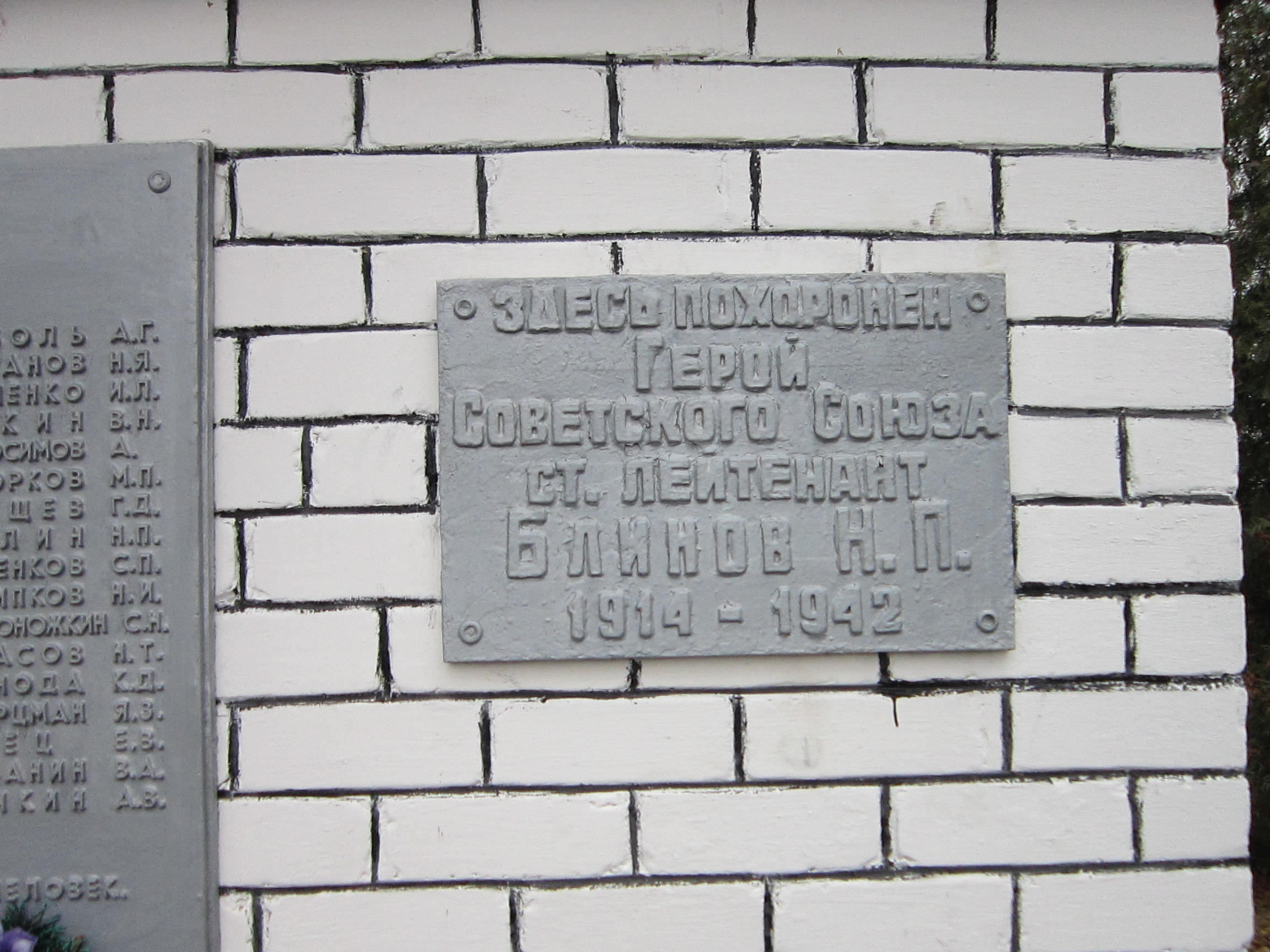
Табличка с именем Героя Советского Союза Н. П. Блинова на братской могиле

Ники́та Па́влович Блино́в (3 апреля 1914 — 2 апреля 1942) — советский офицер, участник Великой Отечественной войны, мастер танкового боя, Герой Советского Союза.

## Биография
Родился 3 апреля 1914 года на хуторе Старая Станица Области Войска Донского (ныне Каменского района Ростовской области) в семье казака. Русский.
Окончил Ленинградский учебно-тракторный комбинат. Работал механиком Глубокинского зерносовхоза Каменского района Ростовской области.
Призван в РККА в 1936 году, окончил школу начсостава разведывательного дивизиона 131-й стрелковой дивизии Северо-Кавказского военного округа. В 1939 году окончил Саратовское танковое училище. После окончания училища командовал взводом 14-го отдельного разведывательного батальона 44-й стрелковой дивизии Ленинградского военного округа. Член ВКП(б) с 1939 года. В этой должности участвовал в советско-финской войне 1939—1940 годов. В мае 1940 года назначен помощником начальника штаба батальона в той же дивизии, с октября адъютант старший батальона 24-го танкового полка 12-й танковой дивизии Киевского военного округа.
На фронте Великой Отечественной войны с первых дней. С сентября 1941 года командовал танковой ротой 1-й танковой бригады, с 16 февраля 1942 года 6-й гвардейской танковой бригады. 
Командир танковой роты 1-го отдельного танкового батальона 6-й гвардейской танковой бригады 38-й армии, Юго-Западного фронта гвардии старший лейтенант Никита Блинов в период боёв с 31 марта по 1 апреля 1942 года в числе первых ворвался в село Байрак Волчанского района Харьковской области. Был ранен, но продолжал управлять боем, заменив выбывшего из строя командира танкового батальона. Экипаж танка Н. П. Блинова уничтожил 8 орудий, несколько миномётных батарей и пулемётных точек, 6 танков и самоходных артиллерийских установок противника. 2 апреля 1942 года в одном из боёв танк Н. П. Блинова был подбит. Немцы окружили и забросали его гранатами. Танкисты продолжали вести огонь из горящего танка, пока не погибли. Никита Павлович Блинов погиб. В результате самоотверженного поступка Н. П. Блинова другие танковые экипажи сломили сопротивление противника, который был вынужден отступить, бросив три тяжёлых танка и другое вооружение. После того как в населённый пункт Байрак вошли советские войска, вокруг танка Н. П. Блинова было обнаружено до 60 погибших немецких солдат и офицеров.
Указом Президиума Верховного Совета СССР «О присвоении звания Героя Советского Союза начальствующему составу Красной Армии» от 5 ноября 1942 года за «образцовое выполнение боевых заданий командования на фронте борьбы с немецкими захватчиками и проявленные при этом отвагу и геройство» удостоен посмертно звания Героя Советского Союза. 
Похоронен в посёлке городского типа Белый Колодезь Волчанского района Харьковской области Украины.

## Награды
- Герой Советского Союза (5 ноября 1942, медаль «Золотая Звезда» посмертно)[3];
- орден Ленина (5 ноября 1942, посмертно)[3].

## Память
- На хуторе Старая Станица именем Н. П. Блинова названы улица и средняя школа. Пионерская дружина школы также носила имя Героя. На доме № 38/33 по улице Блинова установлена мемориальная доска.
- В Парке Победы Каменска-Шахтинского Герою установлена мемориальная доска.
- В посёлке Лух Ивановской области установлены бюст и мемориальная доска, имя Н. П. Блинова носит одна из улиц.
- Мемориальная доска в память о Блинове установлена Российским военно-историческим обществом на здании Старостанинской средней школы Каменского района, где он учился.